# Dicranomyia (Dicranomyia) furthi
Dicranomyia (Dicranomyia) furthi is een tweevleugelige uit de familie steltmuggen (Limoniidae). De soort komt voor in het Palearctisch gebied.